# 노부나가의 야망 천하창세
《노부나가의 야망 천하창세》(일본어: 信長の野望・天下創世)는 코에이에서 발매된 역사 시뮬레이션 게임 노부나가의 야망 시리즈의 열한 번째 작품이다. 타이틀 천하창세를 천하상생(天下創生)이라 쓰는 것은 오기다. 2003년 9월 12일에 윈도우 PC용으로, 2004년 4월 1일에 플레이스테이션 2용으로 각각 발매되었다.
Windows Vista에는 당초 대응하지 않았지만, 2007년 10월 2일 패치로 대응되게 되었다.

## 내용

### 개요
플레이어의 목적은 플레이어 자신이 조작하는 다이묘 가문에 지시를 내려서 전국의 다른 다이묘를 멸망시키거나, 혹은 종속시켜서 일본 전국을 통일하는 것이다. 본작에서는 전작 《창천록》에서 가능했던 성주·군단장으로의 플레이는 가능하지 않고, 전전작 《람세기》까지에서 채용된, 다이묘 만으로의 플레이로 돌아갔다.
본작에서는 마을·전투가 풀3D화한 것이 특징이다. 죠카마치의 발전, 전쟁 중의 상황 진전이 리얼타임으로 볼 수 있게 되었다. 다만 PC판의 경우, 보다 고사양이 필요하게 되어 저사양의 CPU·그래픽 카드라면 부드러운 스크롤이 가능하지 않을 뿐만 아니라, 전투에 1시간 이상 시간이 걸리기도 한다.
전작에 비하여 커맨드의 번잡함이 간략화되었고, 게임이 부드럽게 진행된다. 또 PC판의 음악은 전작과 같이 윈도우 미디어 형식으로 수록되어 있다. 이것을 이용하면 게임 중에 임의의 BGM을 흐르게 하거나, 다른 작품에서 본작의 BGM을 사용하거나 하는 것도 가능하다.
또 본작부터 무장 이미지가 1명당 4장이 준비되게 되었다. 56×70픽셀, 90×120픽셀, 240×240픽셀 및 전투 중 무장의 대사 표시용 아이콘의 4종류가 있고, 가장 큰 사이즈의 것은 얼굴뿐만 아니라 가슴까지 그려져 있다. 또한 PC판의 통상판에서는 당초, 일부 복수의 무장에게 같은 이미지가 준비되어 있었지만, 후에 패치로 수정되었다. 그리고 지금까지는 《열풍전》의 것을 답습한 디자인의 이미지였지만, 본작에서 일신되었다.
그리고 지금까지의 시리즈에서는 《패왕전》 이후, 타이틀은 말미에 '전(伝)', '기(記)', '록(録)'이 차례로 반복되며 붙는 한자 3문자 타이틀이 이어졌는데(5문자이지만 《무장풍운록》도, 순번도 무시하면 《전국군웅전》도 포함할 수 있다), 차례대로라면 《○○전》이 되어야하지만 본작에서 그것이 무너졌다.
2006년 10월 6일에 소스넥스트에서 Win전용 염가판도 발매되었다. 지금까지의 동사에서 판매한 코에이 작품에서는 시리얼이 붙어있지 않아서 유저등록, 즉 그것에 부수적으로 따르는 패치 다운로드나 시나리오 구입 등이 가능하지 않았지만, 본작 및 동시 발매된 작품에서는 시리얼이 부속되어 있다. 그 대신에 지금까지의 작품보다 패키지의 두께나 정가가 변경되었다. 그리고 2008년에는 동사의 「U메모(Uメモ)」 시리즈로 1GB의 USB 메모리에 수록된 것도 발매되었다. 인스톨이 고속이며, CD-ROM 드라이브가 없는 PC에도 가능한 것이나 통상의 USB 메모리로서도 사용할 수 있는 점, 삭제 후도 소스넥스트 사이트에서 다시 다운로드할 수 있는 것(소스넥스트에의 유저등록이 필요)이 특징이다. 다만 U메모판에는 전술한 시리얼은 부속되어 있지 않기 때문에 일부의 서비스를 이용할 수 없고, 또 파워업키트도 적용 불가능하게 되었다.
다음작 《혁신》과 비교하면 1장의 맵이 아니어서, 조금 내정 지향적이라고 할 수 있다.

### 게임 시스템
지행제(知行制)는 다시 철폐되었고, 내정·전투 등에 의한 훈공에 따라 신분, 그리고 최대 병력이 결정되게 되었다. 또, 다이묘 거성 이외의 성에는 성주를 임명하게 되지만, 정치와 통솔의 합계치에 따라 명령 가능한 횟수가 결정된다. 다만 성주의 신분이 낮을 경우, 성주보다도 높은 신분의 가신의 충성도는 매 턴 낮아진다.
계절은 본작품에서는 1년을 신춘(新春), 봄(春), 장마(梅雨), 여름(夏), 가을(秋), 만추(晩秋), 겨울(冬), 엄동(厳冬)의 여덟 시기로 나누어서 턴이 진행되어 간다.
또, 본작에서는 지금까지의 시리즈에서는 가능했던 세이이타이쇼군과 간파쿠의 겸임이, 게임 개시 시점에서 이미 어느 쪽인가에 취임되어 있는 경우 등을 제외하고 기본적으로는 가능하지 않게 되었다.

### 하코니와 내정 시스템의 부활
내정은 전작 《창천록》 및 전전작 《람세기》에서는 부교(奉行) 임명에 의한 반자동적으로 행해져 낮은 비중을 차지했지만, 본작에서는 다시 중요한 위치를 점하게 되었다.
본작에서는 내정은 「개발」 커맨드로「마을(町並み)」을 만들고, 거기에 「투자」한다. 「투자」에 의해 만들어지는 시설의 종류는 지정할 수 없다. 또, 개발할 수 있는 마을의 종류는 '다이묘 규모', '영지', '동맹'에 좌우된다. 구체적으로는 영지와 건설하는 마을에는 상성이 있어, 상성이 나쁠 경우는 개발에 비용이 붙고, 또 건설할 수 있는 건물의 레벨에도 영향을 준다. 그리고 「농촌」, 「상인 마을(商人町)」, 「무가 마을(武家町)」 이외를 건설하려면 그 마을을 만들 영지를 자가(自家) 혹은 자가의 동맹국이 보유하고 있을 필요가 있다. 동맹에 의해 만들어지게 되는 마을은 동맹이 끝나면 그 이후의 개발이나 투자를 할 수 없게 된다.
이하에 건설 가능한 시설의 일람을 표시한다. 단, 파워업키트에서 추가된 시설은 제외한다.
- 농촌(農村) : 농업치가 증가한다. 농업치의 증가는 성의 구루와의 증가와 연결된다.
- 상인 마을(商人町) : 상업치가 증가한다. 상업치의 증가는, 성의 야구라의 크기와, 해자와 이시가키(石垣)의 건조와 연결된다. 어느 특정조건 하에서 '황금다실(黄金茶室)'의 건설이 가능하다. 황금다실을 건설하면 상인이 없어도 다회를 개최할 수 있다.
- 무가 마을(武家町) : 성의 최대 병사수가 증가한다.
- 대장장이 마을(鍛冶村) : 철포 생산량과 상업치가 증가한다.
- 목장(牧場) : 말의 생산량과 농업치가 증가한다.
- 남만 마을(南蛮町) : 남만문화치가 증가한다. 남만문화치의 증가는, 덴슈의 규모·야전에서의 도리데의 규모와 연결된다. 어느 특정조건 하에서 '대성당(大聖堂)'의 건설이 가능하다. 남만문화가 상승하면 상인의 내방 확률이 높아진다.
- 절 마을(寺町) : 일본문화치가 증가한다. 일본문화치의 증가는, 성의 문과 담(塀)의 내구치의 증가와 연결된다. 어느 특정조건 하에서 '대불(大仏)'의 건설이 가능하다.
- 구게 마을(公家町) : 일본문화치와 상업치가 증가한다.
- 닌자 마을(忍の里) : 닌자치와 농업치가 증가한다. 닌자치의 증가는 적 계략의 성공률 저하와 연결된다.
- 무역 마을(貿易町) : 남만문화치와 상업치가 증가한다. 항구(港)는 어느 성에서만 건설할 수 있다. 어느 특정조건 하에서 '교역소(交易所)'의 건설이 가능하다. 남만 상인은 무역 마을이 아니면 내방하지 않는다.
- 역참 마을(宿場町) : 상업치가 증가한다. 시설 가운데 '도박장(賭場)'이 있으면, 치안이 낮아지기 쉽다. 어느 특정조건 하에서 '탕치장(湯治場)'의 건설이 가능하다. 다만, '원천(源泉)'이 아니면 가능하지 않다.
- 하치만 궁(八幡宮) : 최대 병사수가 증가한다. 대형시설 '하치만 궁'의 건설이 가능하다.
- 혼간지(本願寺) : 농업치와 일본문화치가 증가한다. 대형시설 '혼간지'의 건설이 가능하다. 잇코슈(一向宗) 관련 이벤트에 영향을 미친다.
- 대사(大社) : 일본문화치와 상업치가 증가한다. 대형시설 '대사'의 건설이 가능하다.

대형시설 '황금다실', '대불', '대성당', '탕치장', '교역소', '하치만 궁', '혼간지', '대사'에 대해서는, 기본적으로는 성 맵에 하나의 시설만 건설할 수 있다. 반드시 대형시설이 건설 가능한 하치만 궁 등도 2구획 째라면 대형시설은 건설할 수 없게 되었다.

### 다이묘 규모와 '결전'
본작에서는 새롭게 다이묘 규모의 개념이 도입되었다. 다이묘 규모는 명성과 영지 수에 의해 소 다이묘(小大名), 대 다이묘(大大名), 군웅(群雄), 패자(覇者), 천하인(天下人)으로 올라가고, 음악도 그것에 따라 변화한다. 다이묘 규모는 내정에도 영향을 미치고, 작을 때는 만들 수 있는 마을의 종류도 수도 한정되어 있지만, 규모 상승과 함께 종류도 만들 수 있는 수도 증가하게 된다. 또, 편성 가능한 병종도 증가한다. 그 이외에 '대 다이묘' 이상에서 징수나 조정과의 교섭이 가능하게 되거나, '군웅' 이상에서 가신을 '쥬로(中老)' 이상의 신분으로 만드는 것도 가능하게 된다.
그리고 '패자' 이후가 되면, 다른 다이묘에게 종속하고 있지 않는 조건 하에서 '결전'이 가능하게 된다. 결전을 하려면 자신의 다이묘, 상대 다이묘의 다이묘 규모가 양쪽 모두 패자 이상이며, 자신의 다이묘와 상대 다이묘의 영지가 가도·해로로 직접 연결되어 있을 필요가 있다. 결전에 참가할 수 있는 무장 수는 12명으로, 성주만 참가할 수 있다. 결전의 결과 승리한 다이묘는 패배한 다이묘의 성 중 대부분을 자신의 성으로 만들고, 패배한 다이묘를 종속시키는 것이 가능하다.
지금까지의 시리즈 작품에서는 어느 정도까지 플레이어 담당 다이묘의 세력이 커지게 되면 클리어까지가 단조롭게 되기 쉬웠지만, 본작에서는 '결전' 시스템 도입에 의해 이 점에의 대책이 이루어졌다. 일부러 적대 다이묘의 규모를 '패자'까지 올려서 결전을 벌이는 전술도 가능하다.

### 능력치
무장의 능력치는 숨은 것을 포함해 정치, 통솔, 교양, 지략, 의리, 상성이 있는데, 전작에 있던 '야심'이 사라진 대신에 《무장풍운록》 이래의 '교양'이 부활했다. 외교에서의 성공률이나 커맨드 실행 횟수는 '교양'에 의존하기 때문에, 예를 들면 '정치'가 낮은 마에다 도시마스는 전작까지에서는 오로지 전투요원이었지만, 본작에서는 교양이 높게 설정되어 있기 때문에 외교요원으로서도 활약할 수 있게 되었다.
무장이 소지하고 있는 특기는 전쟁 관계의 것에만 특화되었다. 야리부스마(槍衾), 일제 사격(斉射), 돌격, 군신, 철벽, 신속, 파괴, 혼란, 도발, 수습, 고무(鼓舞)의 종류가 있고, '야리부스마', '일제 사격', '돌격'은 다시 3단계로 나뉜다. '야리부스마', '일제 사격', '돌격', '혼란', '도발'에 대해서는, '사기가 높은' 상태가 아니면 발동할 수 없다.
- 야리부스마 : 적의 공격에 반격하는 능력이 높아진다.
- 일제 사격 : 궁, 철포의 사격 간격이 낮아진다. 다테 마사무네와 스즈키 시게히데는 기마철포 부대를 이끌 경우, 사격 간격이 낮아진다. 다른 일제 사격을 가지고 있는 무장이 기마철포를 이끌고 일제 사격을 발동해도 변화는 없다.
- 돌격 : 기마 부대, 기마철포 부대의 돌격 간격이 낮아진다. 우에스기 겐신, 사나다 유키무라는 더욱 더 돌격 간격이 낮아진다.
- 군신 : 공격력이 올라가고, 주변에 위치한 적부대의 사기를 저하시킨다.
- 신속 : 부대의 이동 속도가 빨라진다.
- 파괴 : 시설, 성문 등을 파괴하는 속도가 빨라진다. 가미이즈미 노부쓰나와 아시카가 요시테루는, 아시가루 부대를 이끌 때에만 성문을 일격에 파괴할 수 있다.
- 혼란 : 적부대를 혼란시킨다. 혼란에 걸린 부대는 일절 행동이 불가능하게 된다. 다케다 신겐, 모리 모토나리, 구로다 요시타카는 모든 적부대에 대해서 혼란을 거는 것이 가능하다.
- 도발 : 적부대를 도발한다. 도발에 걸린 부대는 걸리게 한 부대에 저돌 맹진해 오게 되고 방어력이 저하된다. 다케나카 시게하루, 다치바나 도세쓰 및 사나다 유키무라는 모든 적부대에 대해서 도발을 거는 것이 가능하다.
- 수습 : '혼란', '도발'에 걸린 아군 부대를, 통상의 상태로 돌린다. 이시다 미쓰나리는 모든 아군 부대에 대해서 수습이 가능하다.
- 고무 : 아군 부대의 사기를 병량의 소비와 교환하여 상승시킨다. 다만, 야전 시의 양군과 공성전 시의 공격군은 강공 상태가 되지 않는 한, 몇 번 고무해도 사기가 보통 이상으로는 상승하지 않는다. 혼간지 겐뇨와 하시바 히데요시는 모든 아군 부대에 대해서 고무하는 것이 가능하다.

그리고 본작에서는 무장끼리의 관계도 설정되어 있다. 특정 무장에 대해서 그 친우 무장으로 설정되어 있는 무장을 사용하면 등용이나 빼돌리기(引抜)의 성공률이 올라간다. 또 낭인의 경우, 특정 다이묘 영지를 사관후보처로 쉽게 방문할 수 있게 설정되어 있는 무장도 있다. 반대로 적대 무장으로 설정되어 있는 무장에게 사관해 있는 경우에는, 아무것도 하지 않아도 충성도가 낮아지고 전투 중에 배반하기 쉽다.

### 전투
본작에서의 전투에는 '야전'과 '공성전'의 2종류가 존재한다.
야전은 성과 성의 사이에 망루(物見櫓)가 존재해, 적의 침공을 확인할 때에 '야전'을 실시할 것인지 선택할 수 있다. 컴퓨터 담당 다이묘는 전력이 동급 이상이라면 야전을 선택하는 경향이 있다. 야전 맵은 몇 개의 맵 중에서 랜덤으로 선택된다. 야전에 돌입하면 투입 부대수의 2분의 1(반올림)의 수만큼 본진+도리데가 설치된다. 예를 들면, 5부대를 투입할 경우에는 본진이 1개, 도리데가 2개가 된다. 도리데의 내구도는 쌍방의 남만 문화의 수치로 변화한다. 야전의 승패는, 「대장 부대의 괴멸」, 「대장 부대의 도주」, 「본진의 점령」에 의해 결정된다. CPU 다이묘의 경우, 병사수가 적 병사수의 반분 이하가 되면 철퇴하는 경향이 크다. 야전의 승패의 열쇠는 적 도리데의 탈취이다. 야구라를 탈취하면 부대가 '강공' 상태가 되어 공격력·방어력이 폭등하기 때문에, 적을 괴멸시키기 쉬워진다. 게다가 사기의 상한치가 상승하고, 전법이 사용가능하게 된다.
공성전은 평상시 내정 화면으로 볼 수 있는 맵에서 행해진다. 성과 성 사이의 망루가 없는 경우는 자동적으로 공성전이 된다. 공성전의 경우 방어측은 처음부터 사기의 상한치가 높고, 전법을 사용할 수 있다. 공성측은 적성의 야구라를 취하면 강공 상태가 되고, 사기의 상한치를 상승시킬 수 있다. 성의 시설의 대부분은 파괴 가능하여, 이시가키, 해자(이 경우는 매립), 문, 담을 파괴할 수 있다. 어느 부대로도 파괴 가능하지만, 대포 부대(大筒隊)＞창 부대＞철포 부대＞기마 부대의 순으로 1회당 파괴력이 높다. 방어측은 마을을 파괴하여 임시로 징병할 수 있다. 공성측은 마을을 파괴하여 금전, 병량, 가보를 탈취할 수 있다. 공성전의 승패는, 「대장 부대의 괴멸」, 「대장 부대의 도주」, 「공성측 본진의 점령」, 「방어측 혼마루의 함락」에 의해 결정된다. 또한, 병량이 다하면 괴주 상태로 철퇴하기 시작한다.
전투에서 편성할 수 있는 부대는 이하와 같다.
- 창 부대(槍隊) : 창으로 무장한 아시가루 부대이다.
- 장창 부대(長槍隊) : 창 부대의 상위 병종으로, 다이묘 규모 '대 다이묘' 이상에서 편성 가능하다.
- 기마 부대(騎馬隊) : 기마무사만이 편성할 수 있는 부대로, 병사수와 같은 수의 말이 필요하다.
- 양마 부대(良馬隊) : 기마 부대의 상위 병종으로, 다이묘 규모 '군웅' 이상에서 편성 가능하다.
- 궁 부대(弓隊) : 궁병으로 편성된 부대로, 간접 공격이 가능하다.
- 철포 부대(鉄砲隊) : 철포로 무장한 부대로, 병사수와 같은 수의 철포가 필요하다.
- 우철포 부대(雨鉄砲隊) : 철포 부대의 상위 병종으로, 우천에서도 사격이 가능하다. 다이묘 규모 '패자' 이상에서 편성 가능하다.
- 기마철포 부대(騎馬鉄砲隊) : 철포로 무장한 기마 부대로, 화승총류, 관타총(管打銃)류, 단통(短筒)류의 아이템을 소유하고 있는 무장만 편성 가능하다. 병사수와 같은 수의 말과 철포가 필요하다. 다이묘 규모 '패자' 이상에서 편성 가능하다. 우철포 부대가 편성 가능한 패자 이상이므로 우천 시에도 사격할 수 있다고 생각하기 쉽지만, 우천 시에는 사격할 수 없다. 그 때문에 우천 시 이외는 철포 공격, 우천 시는 기마 공격을 하게 된다.
- 대포 부대(大筒隊) : 장거리에서 포탄을 발사할 수 있는 부대로, 병사 2백명당 1문의 대포가 필요하다. 천명까지만 편성할 수 있다(Windows판에서는 1문 100명×5문). 우천시에는 포격할 수 없다.
- 국붕 부대(国崩隊) : 대포류의 아이템을 소유하고 있는 무장만 편성 가능하다. 파괴력이 대포 부대보다 높다. 우천 시에는 포격할 수 없다.

### 이명·표창장
전투에서 적 다이묘의 혼마루를 함락시키든지 총대장을 괴멸시키고, 게다가 그 전투에서의 훈공이 100~115의 범위인 경우는 그 무장에게 표창장(感状)을 줄 수 있다. 표창장은 같은 무장에게 몇 번이라도 줄 수 있고, 받은 무장은 특기 레벨이 상승한다. 가보에 의해 체득한 특기는 제외되고, 기철로의 출격 시는 대상에서 제외된다.
마찬가지로 전투에서의 훈공이 120 이상인 경우는 이명(異名)을 줄 수 있다(PC판에서만). 이명을 받은 무장은 '통솔'이 2 상승한다. 이명을 받을 수 있는 것은 한 번뿐으로, 2번 이상 이명을 받을 수 있는 조건을 만족시켜도 2번째부터는 표창장이 된다.
다만, 다이묘 자신이나, 정4위상 이상의 역직에 취임해 있는 무장(관위는 관계없다), 다이묘보다 연상의 일문 무장에게는 이명·표창장은 줄 수 없다.

### 역사 IF 이벤트
지금까지는 이벤트가 일어나면 전개를 지켜보기만 했었지만, 본작에서는 새로운 요소 '역사 IF 이벤트'에 의해, 예를 들면 도쿠가와 이에야스로의 플레이 시에 노부야스를 처단하지 않고 오다와 연을 끊는 등, 사실과는 다른 전개로 진행하는 것도 가능하게 되었다. 이외에 명과의 무역선을 파견하거나, 스페인의 지원에 의해 우호도가 낮은 종속 다이묘가 반기를 들거나 주변의 다이묘가 합종연횡하기도 한다. 플레이어 다이묘의 다이묘 규모가 오를 때마다, 인접하고 있는 다이묘 중 플레이어 다이묘와 동맹 관계가 아닌 다이묘가 종속·동맹·공투(共闘)·합종연횡하므로, 동맹을 맺지 않는 한 주변국 모두가 코앞까지 처들어올 가능성이 높아진다. 오다 노부나가, 우에스기 겐신, 다케다 신겐을 플레이어 다이묘로 선택하면, 연속하여 IF 이벤트가 전개된다.
또, 엔딩의 종류도 IF 이벤트가 유효하거나, 혹은 어느 다이묘로 통일했는지 등 플레이 내용에 따라 변화하여, 지금까지보다도 다채롭게 바뀌었다.

### 파워업키트에서의 강화점
파워업키트(PK)에서는 신무장이 100명, 그리고 신 시나리오, 신 이벤트가 추가된 것 이외에, 전투 트라이얼 모드나, 난이도 「입문」과 「초급」이 추가되었다. 에디터는 성 에디터, 무장 에디터, 희메 에디터 외에 '전투 에디터'와 '영지 에디터'가 탑재되었지만, 전작 및 전전작에 있었던 이벤트 에디터는 탑재되지 않았다.
내정 면에서는 건설 가능한 시설의 종류도 증가하고, 통상판에 있던 다이묘 규모에 의한 마을 개발 제한이 철폐되었다. 또 '건설'에서 '투자'보다 비용이 더 들지만, 직접 임의의 시설을 건설할 수 있게 되었다.
PC PK에서는 세율의 변경이 가능했지만, PS2판에서는 변경할 수 없다. 대신에, PS2판은 통상판도 포함해, PC판에서는 PK에서도 가능하지 않았던 병사 운송이 가능하다.

### 전투 트라이얼
파워업키트에 탑재된 모드로, 유명 무장의 전투를 간접 체험할 수 있다. 내정이나 외교 등은 없고, 전투를 중심으로 즐거움을 얻을 수 있는 것이 특징이다.
- 오다 노부나가 편

1. 이노우하라 전투(稲生原の戦い)
2. 오케하자마 전투(桶狭間の戦い)
3. 이나바야마 공략전(稲葉山攻略戦)
4. 아네가와 전투(姉川の戦い)
5. 이시야마 전투(石山合戦)
6. 혼노지의 변(本能寺の変)

- 도요토미 히데요시 편

1. 야마자키 전투(山崎の戦い)
2. 시즈가타케 전투(賤ヶ岳の戦い)
3. 고마키·나가쿠테 전투(小牧･長久手の戦い)
4. 오다와라 전투(小田原合戦)
5. 오사카 전투(大坂の陣)

- 도쿠가와 이에야스 편

1. 미카와 잇키(三河一揆)
2. 미카타가하라 전투(三方ヶ原の戦い)
3. 고마키·나가쿠테 전투
4. 세키가하라 전투(関ヶ原の戦い)
5. 오사카 전투

- 다케다 신겐 편

1. 기타시나노 공략전(北信濃攻略戦)
2. 가와나카지마 전투(川中島の戦い)
3. 미마세토게 전투(三増峠の戦い)
4. 미카타가하라 전투
5. 나가시노 전투(長篠の戦い)
6. 아즈치 전투(安土の戦い)

- 규슈전기(九州戦記) 편

1. 다타라하마 전투(多々良浜の合戦)
2. 이마야마 전투(今山合戦)
3. 미미카와 전투(耳川の合戦)
4. 오키타나와테 전투(沖田畷の戦い)
5. 이와야 성 방위전(岩屋城防衛戦)

- 일본사 편

1. 후삼년의 역(後三年の役)
2. 호겐·헤이지의 난(保元･平治の乱)
3. 겐페이 합전(源平合戦)
4. 남북조의 전투(南北朝の戦い)
5. 오닌의 난(応仁の乱)

## 시나리오
Windows 통상판에서는 3개의 시나리오를 선택할 수 있고, 어느 쪽이든 클리어하면 4번째의 시나리오가 출현한다. 또한 WinPK 및 PS2PK는 모든 시나리오를 선택할 수 있다.
- 1551년 봄 가독 상속(家督相続)
- 1560년 봄 오케하자마 전투(桶狭間合戦)
- 1570년 만추 노부나가 포위망(信長包囲網)
- 1582년 여름 혼노지의 변(本能寺の変) → 파워업키트에서는 클리어하지 않아도 선택 가능하다.

이하는 인터넷에 의한 추가 시나리오이다.
- 1581년 엄동 가이 침공(甲斐侵攻)

이하는 유료 추가 시나리오이다.
- 1553년 봄 쇼토쿠지 회견(正徳寺の会見)
- 1572년 엄동 신겐 상락(信玄上洛) → 가상 시나리오

파워업키트판에서는 새롭게 3개의 시나리오가 추가되었다.
- 1584년 봄 고마키·나가쿠테 전투(小牧長久手合戦)
- 1590년 장마 마사무네 반공(政宗反攻) → 가상 시나리오
- 1599년 봄 세키가하라 전투(関ヶ原合戦)

이하는 파워업키트판의 유로 추가 시나리오이다.
- 1586년경 규슈 정벌(九州征伐)